# Ankhesenaton Taixerit
Ankhesenaton, Ankhesenpaaten Taixerit o Ankhesenpaaten-ta-sherit va ser una princesa egípcia de la XVIII dinastia. Ankhesenaton Taixerit i Meritaton Taixerit són dues princeses petites que apareixen en escenes que daten de finals del regnat d'Akhenaton. Els títols d'almenys una de les princeses te la forma "[...- ta] sherit, nascuda de [...], nascuda de la Gran Esposa del Rei [...]". La inscripció està malmesa i el nom de la mare i l'àvia de les princeses no s'ha conservat. L'existència de la princesa Ankhesenaton Taixerit es coneix des del 1938, quan es va trobar un bloc de talatat amb la seva imatge i nom a Hermopolis.

## Paternitat proposada
S'han proposat diversos grups diferents de pares per Ankhesenaton Taixerit (i també per a Meritaton Taixerit).

### Ankhesenamon i Akhenaton
S'acostuma a dir que era filla d'Ankhesenamon (filla del faraó Akhenaton) i d'Akhenaton mateix. El títol de la princesa es creu que era "Ankhesenaton-taixerit, nascuda d'Ankhesenamon, nascuda de la Gran Esposa del Rei Nefertiti". Si suposem que Ankhesenaton Taixerit era filla d'Ankhesenamon i Akhenaton, hauria d'haver nascut cap a finals del regnat d'Akhenaton. Atès que Ankhesenamon va néixer cap al cinquè any del regnat del seu pare, el primer any que hauria pogut tenir un fill va ser al voltant de l'any 16 del seu regnat.

### Kiya i Akhenaton
Tenint en compte que tant Ankhesenamon Taixerit com una altra princesa, Meritaton Taixerit només apareixen en textos que esmenten la segona esposa d'Akhenaton, Kiya, també és possible que fossin les dues filles d'aquesta parella. També cap la possibilitat que fossin noms ficticis, que substituïssin el nom d'una filla de Kiya, potser Beketaton, més comunament considerada com a filla de Tiy.

### Meritaton i Semenkhare
Dodson ha proposat que Ankhesenamon Taixerit fos filla de la jove parella reial Meritaton i Semenkhare. La jove princesa hauria estat anomenada així en honor de la germana de Meritaton.